# It Hurts/Retribution Drive
It Hurts/Retribution Drive è il penultimo singolo solistico di Greg Lake, pubblicato dalla Chrysalis nel 1981. Entrambi i brani sono cantati dallo stesso Lake e presenti nell'eponimo album.

## I brani

### It Hurts
It Hurts è il brano scritto, interamente, da Greg Lake. È presente sul lato A, sia del singolo che dell'album.

### Retribution Drive
Retribution Drive è il brano scritto da Greg Lake, Tony Benyon e Tommy Eyre. Oltre ad essere presente sul lato B del singolo, è anche la traccia che conclude il lato A dell'album.

## Tracce
1. It Hurts – 4:27 (Greg Lake)
2. Retribution Drive – 5:03 (Lake-Benyon-Eyre)